# Ramadan

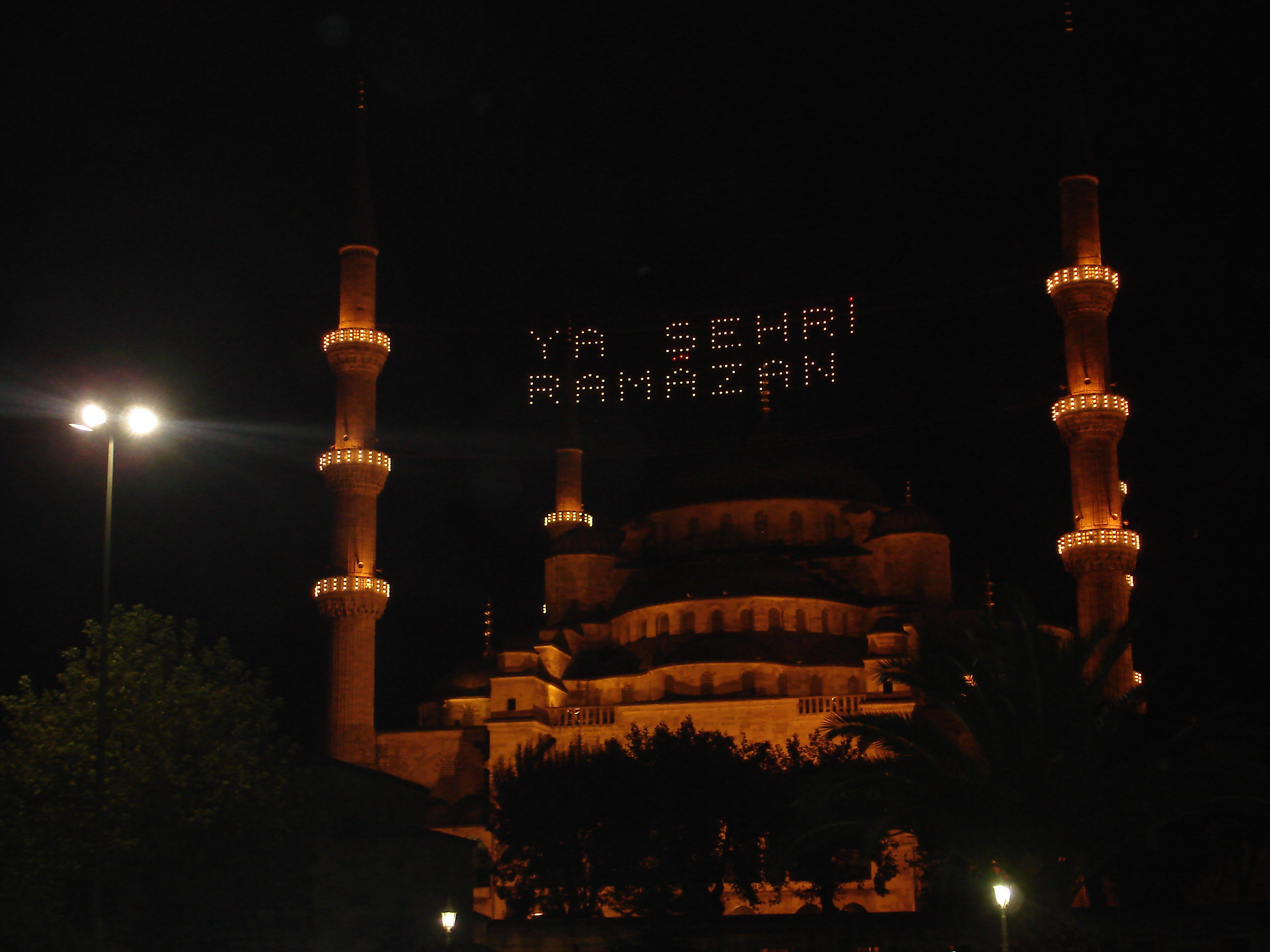
Die Sultan-Ahmed-Moschee in Istanbul mit der traditionellen Ramadan-Beleuchtung Mahya

Der Ramadan (arabisch رمضان, DMG ramaḍān ‚heißer Monat‘) ist der Fastenmonat der Muslime und neunter Monat des islamischen Mondkalenders. In ihm wurde nach islamischer Auffassung der Koran herabgesandt.
Das Fest des Fastenbrechens (arabisch عيد الفطر, DMG ʿīd al-fiṭr / türkisch Ramazan bayramı) im unmittelbaren Anschluss an den Fastenmonat zu Beginn des Folgemonats Schawwal ist nach dem Opferfest der zweithöchste islamische Feiertag.

## Grundlagen

### Stellung des Ramadan
Einen besonderen Stellenwert erhält der Fastenmonat Ramadan durch die koranische Aussage, wonach es gerade dieser Monat gewesen ist, in dem der

„Koran (erstmals) als Rechtleitung für die Menschen herabgesandt worden ist, und (die einzelnen Koranverse) als klare Beweise der Rechtleitung und der Rettung (?). Wer nun von euch während des Monats anwesend (d. h. nicht unterwegs) ist, soll in ihm fasten.“

Dem Gedenken an die Offenbarung des Korans ist auch Sure 97 gewidmet, in der es heißt:

„Wir haben ihn (d. h. den Koran) in der Nacht der Bestimmung hinabgesandt. Aber wie kannst du wissen, was die Nacht der Bestimmung ist? Die Nacht der Bestimmung ist besser als tausend Monate.“

Aufgrund der vorhergehenden koranischen Aussage gilt es als ausgemacht, dass die Nacht der göttlichen Bestimmung (lailat al-qadr / ليلة القدر / lailatu ʾl-qadr) eine Nacht im Monat Ramadan ist. Da man sich also über die genaue Nacht der Offenbarung des Korans nicht im Klaren war, feiert man diese Nacht überwiegend in der Nacht zum 27. Ramadan, aber auch an anderen ungeraden Tagen der letzten zehn Tage des Fastenmonats.
Dem letzten Drittel des Ramadan kommt außerdem deswegen eine besondere Bedeutung zu, weil in dieser Zeit die fromme Übung des Iʿtikāf, der „Absonderung“ in der Moschee, stattfindet.

### Fastenpflicht
Aus dem bereits genannten Koranvers:

„Der Monat Ramadan ist es (oder: (Fastenzeit ist) der Monat Ramadan), in dem der Koran (erstmals) als Rechtleitung für die Menschen herabgesandt worden ist, und (die einzelnen Koranverse) als klare Beweise der Rechtleitung und der Rettung. Wer nun von euch während des Monats anwesend (d. h. nicht unterwegs) ist, soll in ihm fasten …“

und in Zusammenhang mit der ebenfalls erwähnten prophetischen Anweisung „Fastet erst, wenn ihr sie (die Mondsichel – Hilal) seht, und brecht das Fasten erst, wenn ihr sie (wieder) seht…“ usw. ergibt sich das einmonatige Fasten vom Sonnenaufgang bis zum Sonnenuntergang; der erste Versteil in der Sure 2, Vers 184: „(Das Fasten ist) eine bestimmte Anzahl von Tagen (einzuhalten)“ ist nach einstimmigen Interpretationen der Koranexegese (Tafsīr) somit Gegenstand der Abrogation und verlor somit seine Bedeutung zugunsten des darauf folgenden Verses: „Wer nun von euch während des Monats anwesend (d. h. nicht unterwegs) ist, soll in ihm fasten …“.
Nach dem Gesetz wird Fasten als Enthaltung (imsak) von bestimmten Tätigkeiten definiert: Verzehr von irdischen Substanzen und Speisen sowie Getränken, Rauchen und Geschlechtsverkehr. Zum Fasten ist jeder Muslim verpflichtet, der in vollem Besitz seiner Geisteskräfte ('aqil), volljährig (baligh) und körperlich dazu imstande (qadir) ist. Das Fasten eines Minderjährigen mit Unterscheidungsvermögen (mumayyiz) ist ebenfalls gültig.
Neben diesen praktischen Aspekten der Fastenpflicht gibt es mehrere ethisch-moralische Komponenten, die der Muslim im Ramadan zu beachten hat. Unbedingt zu vermeiden sind üble Nachrede, Verleumdung, Lügen und Beleidigungen aller Art.
Das Fasten (saum, siyam / صيام , صوم / ṣaum, ṣiyām) im Fastenmonat Ramadan / رمضان / Ramaḍān ist eine der im Koran verankerten religiösen Pflichten der Muslime. Die ursprüngliche Bedeutung des Wortes „Saum“ leitet sich aus dem Verb s-w-m in der Bedeutung von „stillstehen“, „ruhen“ und in übertragenem Sinne „sich enthalten“, „fasten“ ab. In den in Mekka entstandenen Koranversen kommt der Begriff nur einmal vor; hier wird Maria durch die Offenbarung befohlen, wie folgt zu sprechen:

„Und iss und trink und sei frohen Mutes (w. kühlen Auges)! Und wenn du (irgend)einen von den Menschen siehst, dann sag: Ich habe dem Barmherzigen ein Fasten gelobt. Darum werde ich heute mit keinem menschlichen Wesen sprechen.“

Entsprechend wird der Begriff saum (Fasten) von den Koranexegeten an dieser Stelle mit „Schweigen“ (samt) verbunden – als Zeichen der Enthaltsamkeit, die im islamischen Fasten in allen Bereichen des täglichen Lebens charakteristisch ist.

### Staatliche Zwangsmaßnahmen gegenüber Nichtfastenden
In einer Reihe islamischer Staaten ist das Nichteinhalten der Fastenpflicht von staatlicher Seite verboten. In Saudi-Arabien werden sogar Nichtmuslime bestraft, die im Ramadan während des Tages in der Öffentlichkeit essen, trinken oder rauchen. In Marokko machten staatliche Razzien und Verhaftungen von Jugendlichen, die im Ramadan Picknicks veranstalteten, Schlagzeilen. Im Jahre 2013 musste, wer in Marokko öffentlich gegen das Fastengebot verstieß, mit einer Verhaftung rechnen. Im algerischen Biskra wurden im Jahre 2008 sechs Männer zu vier Jahren Haft und 1000 Euro Strafe verurteilt, weil sie das Fastengebot nicht eingehalten hatten. In Malaysia mussten Fastenbrecher im Jahr 2015 mit einer Gefängnisstrafe von bis zu sechs Monaten, umgerechnet 236 Euro Geldstrafe oder beidem rechnen.

### Ausnahmen von der Fastenpflicht
Es war die Aufgabe der islamischen Jurisprudenz in ihren unterschiedlichen Richtungen, die praktischen Regelungen des Fastens festzulegen. Aber schon der Koran ließ Ausnahmen zu:

„Und wenn einer krank ist oder sich auf einer Reise befindet (und deshalb nicht fasten kann, ist ihm) eine (entsprechende) Anzahl anderer Tage (zur Nachholung des Versäumten auferlegt). Gott will es euch leicht machen, nicht schwer. Macht darum (durch nachträgliches Fasten) die Zahl (der vorgeschriebenen Fastentage) voll und preiset Gott dafür, dass er euch rechtgeleitet hat! Vielleicht werdet ihr dankbar sein.“

Schwangere, Stillende und Kranke sowie Kinder (= Menschen vor der Pubertät) sind zum Fasten nicht verpflichtet. Schwangere, Stillende und Kranke sollen die versäumten Tage nach Wegfall der Gründe nachholen. Menschen, denen aufgrund von Alter oder Krankheit ein Fasten nicht möglich ist, sollen dafür eine Fastenersatzleistung erbringen, die Fidya oder Fidyah.
Schwangere und menstruierende Frauen sind von der Fastenpflicht befreit.

## Beginn und Ende

### Die allgemeine Regel
Während das tägliche Gebet (salat / صلاة / ṣalāt) und die islamische Pilgerfahrt (haddsch / حجّ / ḥaǧǧ) auf festgelegten Zeiten beruhen, sind der Beginn und das Ende des Fastenmonats Ramadan im islamischen Überlieferungswesen stets widersprüchlich überliefert und diskutiert worden. Den Anfang des Ramadans zeigt die Sichtung (ru’ya / رؤية / ruʾya) der neuen Mondsichel (hilal) am Ende des letzten Tages / in der letzten Nacht des Vormonats Scha’ban an. Der Grundtypus dieser Traditionen in den kanonischen Hadithsammlungen als Direktive des Propheten lautet:

„Der Monat besteht aus 29 Tagen. Fastet erst, wenn ihr sie (die Mondsichel – hilal) seht, und brecht das Fasten erst, wenn ihr sie (wieder) seht. Und wenn (der Himmel) über euch bedeckt ist, so bestimmt ihn /Var. vervollständigt die Zahl der Scha’ban-Tage/ auf 30 (Tage).“

Ausschlaggebend für den Beginn bzw. für das Ende des Ramadans ist jeweils die Sichtung der Mondsichel ru’yat al-hilal / رؤية الهلال / ruʾyatu ʾl-hilāl durch einen oder durch mehrere Zeugen. Umstritten bei der Festlegung des Monatsbeginns ist die Rolle der Astronomen (munadschdschim) und der Mathematiker (ahl al-ma’rifa bil-hisab), die es in der frühislamischen Gesellschaft noch nicht gab und die später allein durch Berechnungen (hisab) ohne Sichtung der Mondsichel den Monatsanfang festzulegen bestrebt waren.

### Die Anweisungen im Koran
Die Anweisungen im Koran:

„Ihr Gläubigen! Euch ist vorgeschrieben, zu fasten, so wie es auch denjenigen, die vor euch lebten, vorgeschrieben worden ist. Vielleicht werdet ihr gottesfürchtig sein. (Das Fasten ist) eine bestimmte Anzahl von Tagen (einzuhalten).“

haben zur Klärung des im späten 7. Jahrhundert diskutierten Sachverhalts über den Beginn und das Ende des Fastenmonats nichts beigetragen. Die Festlegung des Ramadanbeginns gibt in der arabisch-islamischen Welt bis in die Gegenwart hinein jedes Jahr Anlass zu kontroversen Diskussionen. Denn der Verzicht auf die Sichtung der neuen Mondsichel als Anfang des Ramadans und die stattdessen geführte astronomische Berechnung führen zwangsläufig zur Ignorierung des prophetischen Gebots „fastet erst, wenn ihr sie (die Mondsichel) seht“.
In Ägypten bestimmt das erste Neulicht in Assuan den Beginn des Ramadans, wobei das gesichtete Neulicht telefonisch nach Kairo gemeldet wird und anschließend die Ausrufung des Ramadans erfolgt.

### Das Fest des Fastenbrechens
Mit dem Beginn des zehnten Monats Schawwal, den man ebenfalls durch die Sichtung der neuen Mondsichel festlegt oder im Zweifelsfalle den Ramadan auf dreißig Tage verlängert, feiert man das Fest des Fastenbrechens ('id al-fitr / عيد الفطر / ʿīdu ʾl-fiṭr), auch das „kleine Fest“ genannt (al-'id as-saghir / العيد الصغير / al-ʿīdu ṣ-ṣaġīr; im Türkischen küçük bayram, ramazan bayramı oder Zuckerfest şeker bayramı). Die Festlichkeiten beginnen mit dem obligatorischen Gemeinschaftsgebet, nachdem man die pflichtmäßige Spende, die Almosensteuer des Fastenbrechens (zakat al-fitr / زكاة الفطر / zakātu ʾl-fiṭr) spätestens am 1. Schawwal an Bedürftige entrichtet hat. Da dieses Fest der Fastenzeit ein Ende bereitet, wird es über drei Tage fröhlicher und festlicher begangen als das „große“ Opferfest am 10. Tag des Pilgerfahrtmonats.

### Daten des Ramadan im gregorianischen Kalender
Die berechneten Start- und Enddaten für Ramadan zwischen 2020 und 2029 waren und sind wie folgt:
| Gregorianischer Kalender | Islamischer Kalender | Beginn Ramadan (berechnet) | Letzter Fastentag (berechnet) |
| --- | -------------------- | -------------------------- | ----------------------------- |
| 2020 | 1441                 | 23. April                  | 23. Mai                       |
| 2021 | 1442                 | 13. April                  | 13. Mai                       |
| 2022 | 1443                 | 2. April                   | 1. Mai                        |
| 2023 | 1444                 | 23. März                   | 21. April                     |
| 2024 | 1445                 | 11. März                   | 10. April                     |
| 2025 | 1446                 | 1. März                    | 30. März                      |
| 2026 | 1447                 | 18. Februar                | 20. März                      |
| 2027 | 1448                 | 8. Februar                 | 9. März                       |
| 2028 | 1449                 | 28. Januar                 | 26. Februar                   |
| 2029 | 1450                 | 16. Januar                 | 14. Februar                   |
| Ramadan-Daten zwischen 2020 und 2029. Die Tabelle zeigt die berechneten Daten. Der tatsächliche Beginn und Ende des Ramadans kann um ein bis zwei Tage abweichen. |                      |                            |                               |

## Der tägliche Fastenbeginn und Fastenabschluss
Das Fasten wird dem Tag, das Fastenbrechen (fitr/iftar) der Nacht zugerechnet, wobei die koranische Direktive:

„… und esst und trinkt, bis ihr in der Morgendämmerung einen weißen von einem schwarzen Faden unterscheiden könnt!“

ebenfalls einer näheren Klärung bedurfte. Der Koranvers verlangt unmissverständlich den Fastenbeginn bei Morgendämmerung (fadschr), und zwar dann, wenn die ersten Hell- bzw. Dunkelwerte voneinander zu unterscheiden sind. Eine genauere Klärung erzielte man durch das Heranziehen miteinander vergleichbarer Hadithe in der Traditionsliteratur z. B. mit folgendem Wortlaut: „esst und trinkt, bis Ibn Umm Maktum (zum Gebet – zum salat al-fadschr) ruft“.
In der unmittelbaren Fortsetzung dieses Koranverses wird dann das Ende des täglichen Fastens beschrieben:

„Hierauf haltet das Fasten durch bis zur Nacht.“

Die Diktion der Offenbarung „bis zur Nacht“ ist auch in diesem Fall sowohl von der Koranexegese als auch vom Hadithmaterial näher erörtert worden, weil offensichtlicher Klärungsbedarf bestand. Dass man darunter nicht unbedingt nur den Sonnenuntergang und das Erlöschen des Sonnenlichts verstand, zeigt die überlieferte Sunna des zweiten Kalifen Umar ibn al-Chattab, der erst bei Anbruch der dunklen Nacht das Abendgebet (salat al-maghrib) verrichtete und erst im Anschluss daran das Fasten brach. Gegen diese Auffassung lässt die Tradition Mohammed wie folgt sprechen: „Gott hat gesagt: Am liebsten unter meinen Dienern ist mir, wer am schnellsten das Fasten bricht.“
Die Rechtslehre hatte angesichts der vagen Formulierungen des Korans in Sure 2, Vers 187 einen mehr oder weniger tragfähigen Konsens hinsichtlich des täglichen Fastenbeginns bzw. Fastenendes getroffen. Bei der Schaffung eines einheitlichen Ritualvollzuges war der Zeitpunkt des Sonnenaufgangs bzw. Sonnenuntergangs maßgebend, wobei man die Morgendämmerung – Fastenbeginn – zeitlich aufzuteilen bestrebt war: Morgendämmerung (fadschr) gemäß Koran mit dem ersten aufsteigenden Licht und die „zweite Morgendämmerung“ (al-fadschr ath-thani / الفجر الثاني / al-faǧr aṯ-ṯānī oder al-fadschr al-achir / الفجر الآخر / al-faǧr al-āḫir) die Morgendämmerung, die sich als feiner Streifen über den Horizont ausbreitet. Letztere ist dann als Zeitpunkt des täglichen Fastenanfangs kanonisiert worden; sie ist die Morgendämmerung, deren Licht – wie es in der Hadithliteratur heißt – „Häuser und Wege mit Licht erfüllt“.
Mit dieser Festlegung des Fastenbeginns hängt auch die Fixierung des sogenannten sahūr (سحور / saḥūr / ‚die letzte Mahlzeit vor dem täglichen Fastenbeginn‘) im letzten Drittel der Nacht zusammen. Diese Mahlzeit gilt nicht nur als eine gute Überbrückung der bevorstehenden Fastenperiode des kommenden Tages, sondern auch als eine Segenskraft (baraka). Die Engel – so heißt es in vielen Traditionen – werden für einen, der bei Eintritt der ersten Morgendämmerung bei Gott um Verzeihung bittet, genauso Fürbitten einlegen, wie für einen, der den sahur, die letzte Mahlzeit bei Morgendämmerung, einnimmt. Sie ist sogar das Unterscheidungsmerkmal zwischen islamischem Fasten und dem Fasten der „Schriftbesitzer“ – Juden und Christen –, somit ein Erkennungszeichen für einen Muslim und eines der Kriterien seiner Religionszugehörigkeit. Folglich gilt diese letzte Mahlzeit in der Rechtslehre als „empfehlenswert“, oder sogar als sunna, die zu befolgen sehr nahegelegt wird. In der Hadithliteratur sind sogar Tendenzen verzeichnet, die das Einnehmen dieser Mahlzeit zur Pflicht zu machen scheinen: „euch ist die Speise des suhur vorgeschrieben“. In einigen Gegenden ist es üblich, dass ein Wecktrommler (musaḥḥir) vor Sonnenaufgang trommelnd und rufend durch die Straßen zieht, um die Muslime aufzuwecken, so dass sie ihr Sahur einnehmen können.
Für Muslime, die in Gebieten nördlich oder südlich des Polarkreises leben, und somit in der Mitternachtssonne (bzw. Polarnacht) keinen Wechsel von Tag zu Nacht erleben, gibt es unterschiedliche Empfehlungen. „Die eher liberalen ägyptischen Theologen sagen: dauern die Tage länger als 18 Stunden, dürfen sich die Gläubigen im Ramadan nach den Zeiten der Heiligen Städte Mekka oder Medina richten. […] Die orthodoxen Saudi-Araber hingegen urteilen: So lange es Sonnenauf- und Sonnenuntergang gibt, müssen diese Zeiten streng eingehalten werden. Alles andere verstoße gegen das Fastengebot, heißt es in ihrer Fatwa. Jene Tage könnten aber später nachgeholt werden.“ Der European Council for Fatwa and Research empfahl den Muslimen in Kiruna, sich an den Zeiten in Stockholm zu orientieren.

## Geschichte
Das Fasten dürfte Mohammed schon in der mekkanischen Periode der Prophetie bekannt gewesen sein, zumal den zu seiner Zeit auf der Arabischen Halbinsel ansässigen Juden und Christen das Fasten als religiöse Institution schon vertraut war. Allerdings lassen weder die Beschreibungen vorislamischer Kulte noch Inschriften und Graffiti aus dem Kulturraum, in dem der Islam entstanden ist, auf arabische Ursprünge des Fastens schließen.
Die ersten, im Koran belegbaren Bestimmungen über die Art des Fastens sind in denjenigen Koranversen nachweisbar, die in Yathrib / Medina nach der Auswanderung Mohammeds (Hidschra) entstanden sind. Jedoch sind die Formulierungen dieser Verse neben ihrem imperativen Charakter ziemlich vage:

„Ihr Gläubigen! Euch ist vorgeschrieben, zu fasten… (Das Fasten ist) eine bestimmte Anzahl von Tagen (einzuhalten).“

„184. O die ihr glaubt! Fasten ist euch vorgeschrieben, wie es denen vor euch vorgeschrieben war, auf dass ihr euch schützet – 185. Eine bestimmte Anzahl an Tagen. (…)“

Mohammed schloss sich mit seinen Gefährten in Medina zunächst dem 'aschura-Fest, dem Versöhnungstag der in Medina und dessen Umgebung sesshaften Juden an; man fastet an diesem Tag vom Sonnenuntergang bis zum Sonnenuntergang des nächsten Tages und nicht, wie im Ramadan, nur den Tag über. Nach dem islamischen Mondkalender fiel dieser Tag, an dem das Fasten auch im Islam eine empfehlenswerte Handlung geblieben ist, auf den 10. Muharram; denn an diesem Tag des ersten islamischen Monats soll Noach die Arche verlassen haben. In Mekka wurden an diesem Tag – bis zum letzten Jahrhundert – die Tore des Heiligtums der Kaaba geöffnet.
Im zweiten Jahr (623–624) nach der Auswanderung Mohammeds aus Mekka nach Medina waren die Koranverse in Sure 2, Verse 183–185 und 189 der erste Schritt, eine eigenständige, für die islamische Gemeinschaft neue Institution des Fastens einzurichten, deren Vollendung und ritualrechtliche Regelung allerdings der Rechtslehre vorbehalten werden sollte. Die Struktur und inhaltliche Abfolge dieser Verse zeigen, dass sie nicht gleichzeitig, sondern in einzelnen Teilen offenbart worden sind; der berühmte Gelehrte al-Baidawi († 1286 oder 1292/93), Kadi in Schiras, steht mit dieser Auffassung in der Korangelehrsamkeit nicht allein.
Somit ist die Entstehung des Ramadanfastens und der damit verbundenen Verpflichtungen in einem kurzen historischen Prozess zu sehen; die einzelnen Offenbarungsabschnitte samt ihren inhaltlichen Widersprüchen, die teils vom Koran selbst, teils vom Hadith erklärend aufgehoben wurden, stammen – wie angedeutet – aus der frühmedinensischen Zeit der Prophetie aus dem 2. Jahr der Auswanderung (623–624).
Die Festlegung der Zeitaspekte des Fastens oblag somit der religiösen Jurisprudenz. Durch die Fiqh wurden die z. T. unverbindlichen Aussagen des Korans präzisiert und mit Inhalt befüllt.